# Croton echinulatus
Croton echinulatus là một loài thực vật có hoa trong họ Đại kích. Loài này được (Griseb.) Croizat mô tả khoa học đầu tiên năm 1941.